# Тамильский календарь

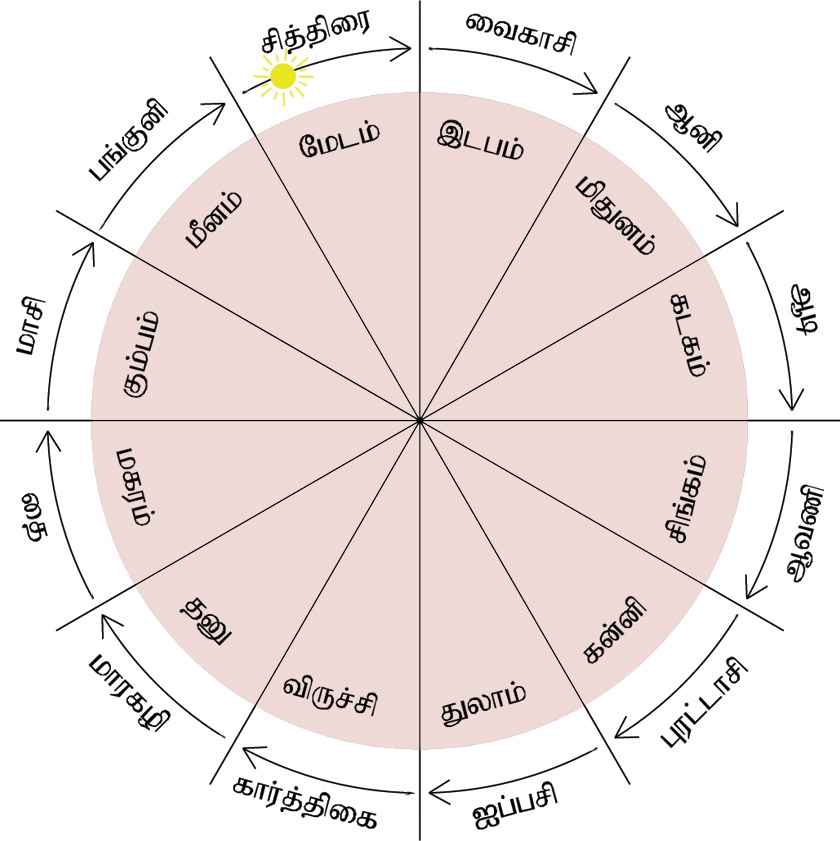
Диаграмма, показывающая тамильские месяцы во время движения Солнца по зодиаку

Тамильский календарь (там. தமிழ் மாதங்கள்) — солнечный календарь, который используется в индийских штатах Тамилнад, Пудучерри, а также среди тамильского населения Сингапура, Малайзии и Шри-Ланки. Свои основы он берёт из древнеиндийского календаря.
Тамильский Новый год начинается в день весеннего равноденствия, что соответствует 13 либо 14 апреля.
Для тамильского календаря, как и для большинства других традиционных систем летосчисления в Индии, характерно деление времени на 60-летние циклы. Текущий цикл начался в апреле 1987 года и завершится в апреле 2047 года.

## Дни недели
В тамильском календаре неделя начинается с воскресенья. Завершением каждого дня считается закат солнца. Дням недели соответствуют определённые небесные тела.
1. Воскресенье (там. ஞாயிற்றுக்கிழமை) — Солнце.
2. Понедельник (там. திங்கட்கிழமை) — Луна.
3. Вторник (там. செவ்வாய்க்கிழமை) — Марс.
4. Среда (там. புதன்கிழமை) — Меркурий.
5. Четверг (там. வியாழக்கிழமை) — Юпитер.
6. Пятница (там. வெள்ளிக்கிழமை) — Венера.
7. Суббота (там. சனிக்கிழமை) — Сатурн.

## Месяцы и сезоны
В месяце насчитывается от 29 до 32 дней. Каждые два месяца образуют сезон. Всего в году шесть сезонов.
| №  | Месяц     | По-тамильски | Соответствие                 | Сезон                  | По-тамильски                 |
| -- | --------- | ------------ | ---------------------------- | ---------------------- | ---------------------------- |
| 1  | Ситтирай  | சித்திரை         | середина апреля — сер. мая   | Ила-венил (весна)      | இளவேனில் (с там. «тепло»)       |
| 2  | Вайкаси   | வைகாசி          | сер. мая — сер. июня         | Ила-венил (весна)      | இளவேனில் (с там. «тепло»)       |
| 3  | Ани       | ஆனி           | сер. июня — сер. июля        | Муту-венил (лето)      | முதுவேனில் (с там. «жара»)        |
| 4  | Ати       | ஆடி           | сер. июля — сер. августа     | Муту-венил (лето)      | முதுவேனில் (с там. «жара»)        |
| 5  | Авани     | ஆவணி          | сер. августа — сер. сентября | Кар (сезон дождей)     | கார் (с там. «пасмурно»)       |
| 6  | Пураттаси | புரட்டாசி        | сер. сентября — сер. октября | Кар (сезон дождей)     | கார் (с там. «пасмурно»)       |
| 7  | Айппаси   | ஐப்பசி         | сер. октября — сер. ноября   | Кулир (осень)          | குளிர் (с там. «прохлада»)      |
| 8  | Карттикай | கார்த்திகை        | сер. ноября — сер. декабря   | Кулир (осень)          | குளிர் (с там. «прохлада»)      |
| 9  | Марказхи  | மார்கழி         | сер. декабря — сер. января   | Мун-пани (начало зимы) | முன்பனி (с там. «ранняя роса»)  |
| 10 | Таи       | தை            | сер. января — сер. февраля   | Мун-пани (начало зимы) | முன்பனி (с там. «ранняя роса»)  |
| 11 | Маси      | மாசி           | сер. февраля — сер. марта    | Пин-пани (конец зимы)  | பின்பனி (с там. «поздняя роса») |
| 12 | Панкуни   | பங்குனி         | сер. марта — сер. апреля     | Пин-пани (конец зимы)  | பின்பனி (с там. «поздняя роса») |